# Hans Beck (saut à ski)
Pour les articles homonymes, voir Hans Beck et Beck.
Hans Beck (né le 25 avril 1911 à Kongsberg et mort le 10 avril 1996 à Oslo) est un sauteur à ski norvégien.

## Palmarès

### Jeux olympiques
| Épreuve / Édition | Lake Placid 1932 |
| Individuel        | Argent           |